# Pleospora aquatica
Pleospora aquatica är en svampart som beskrevs av Griffiths 1899. Pleospora aquatica ingår i släktet Pleospora och familjen Pleosporaceae.   Inga underarter finns listade i Catalogue of Life.